# Tijara
Tijara é uma cidade e um município no distrito de Alwar, no estado indiano de Rajasthan.

## Geografia
Tijara está localizada a 27° 56′ N, 76° 51′ L. Tem uma altitude média de 291 metros (954 pés).

## Demografia
Segundo o censo de 2001, Tijara tinha uma população de 19,918 habitantes. Os indivíduos do sexo masculino constituem 53% da população e os do sexo feminino 47%. Tijara tem uma taxa de literacia de 62%, superior à média nacional de 59.5%: a literacia no sexo masculino é de 72% e no sexo feminino é de 51%. Em Tijara, 18% da população está abaixo dos 6 anos de idade.